# Quartier Zone d'Activité Kennedy (Tarbes)
La Zone d'Activité Kennedy est un quartier de la ville de Tarbes, dans le département français des Hautes-Pyrénées, situé sud-est de la ville.

## Géographie
Le quartier est situé sud-est de la ville, entre Laloubère au sud, Soues à l'ouest, et les quartiers de  Mouysset et d'Ormeau-Figarol au nord.

## Morphologie urbaine
Le secteur comprend différentes zones d'activités, entreprises logistiques, activités technologiques, négoces de services, commerces et services du quotidien, sans aucun pavillons ou maisons traditionnelles.
La rocade sud de Tarbes passe au nord de la zone industrielle Kennedy et la sépare de la partie résidentielle de Tarbes.

## Évolution démographique
| 2012 | 2015 | 2019 |
| ---- | ---- | ---- |
| 0    | 0    | 0    |

## Noms de certaines rues du quartier
Nom des rues en hommage aux héros de l'espace :
- Boulevard Kennedy
- Rue Neil Armstrong
- Rue Buzz Aldrin
- Rue Youri Gagarine
- Rue Patrick Baudry
- Rue Jean-Loup Chrétien
- Place Kennedy

## Infrastructures

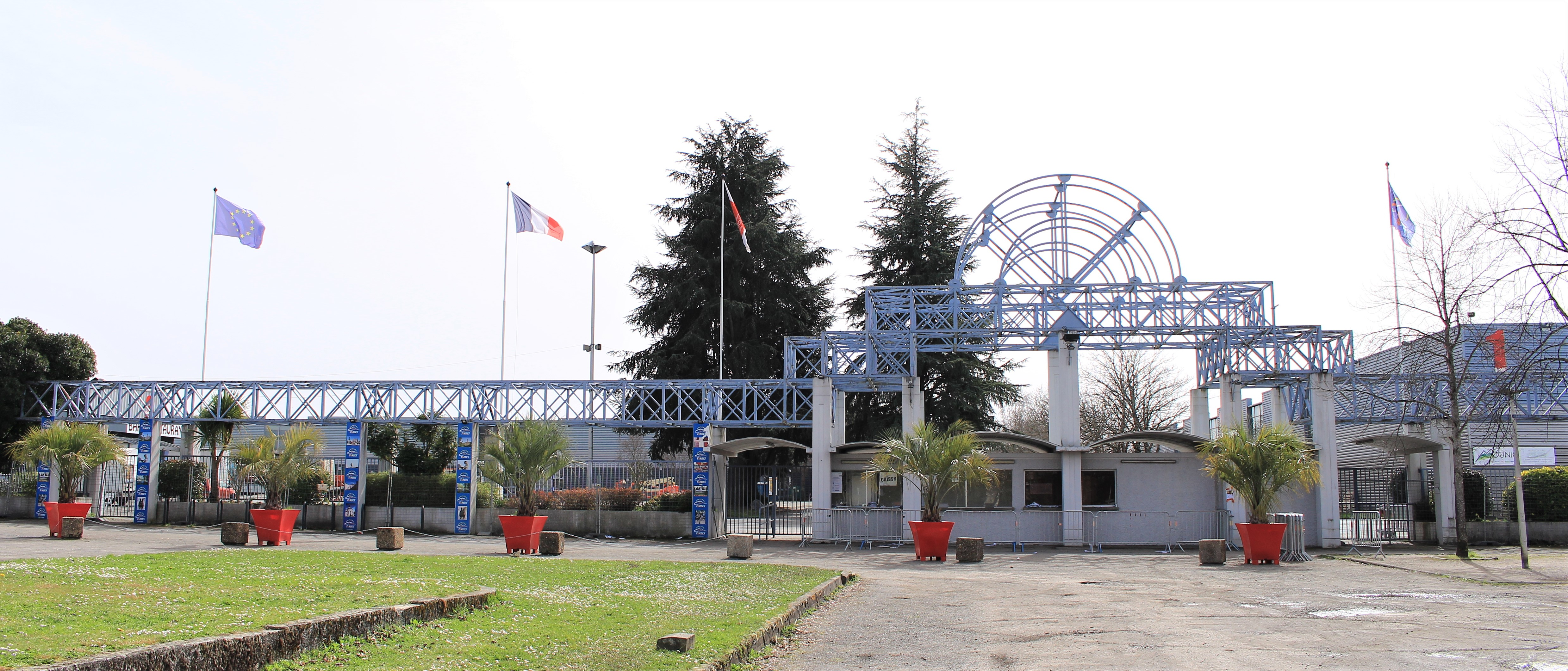
Le Parc des Expositions.

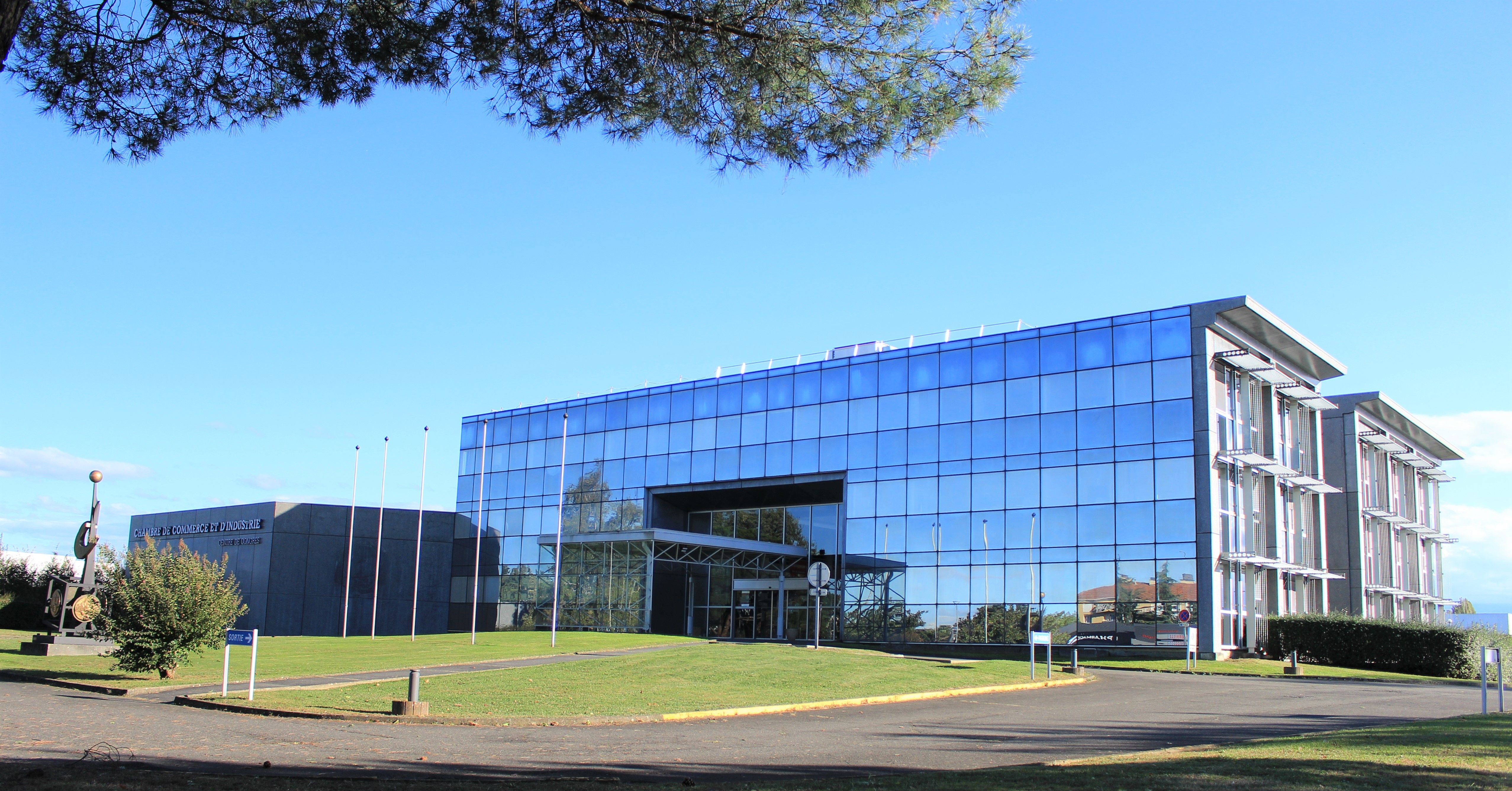
La Chambre de commerce et d'industrie.

### Édifices publics
- Parc des Expositions, une partie étant sur la commune de Laloubère, inauguré le 16 mai 1974.
- Chambre de commerce et d'industrie depuis le 1er janvier 1982.
- Siège de l'office national des forêts.

## Transports
Siège de Keolis qui exploite les lignes urbaines de bus de Tarbes, depuis le 17 octobre 2020.

## Événements
- Salon régional de l'agriculture de Tarbes.